# 3957 Sugie
A 3957 Sugie (ideiglenes jelöléssel 1933 OD) a Naprendszer kisbolygóövében található aszteroida. Karl Wilhelm Reinmuth fedezte fel 1933. július 24-én.